# Trelldom
Trelldom – norweski zespół metalowy założony w 1992 roku przez Gaahla (m.in. Gorgoroth). Trelldom znajduje się na liście Anti-Defamation League wymieniającej zespoły wykonujące "muzykę nienawiści".

## Dyskografia
- Disappearing of the Burning Moon (1994, wydanie własne)
- Til Evighet (1995, Head Not Found)
- Til et Annet… (1998, Hammerheart Records)
- Til Minne... (2007, Regain Records)[3]